# Betrayal.io
Betrayal.io é um jogo multijogador social de dedução desenvolvido pela End Game Studios ainda em Alpha. Cada jogador pode ter o papel de tripulação ou de impostor, sendo tripulação o mais comum.
O objetivo da tripulação é terminar as tarefas ou descobrir e eliminar todos os impostores; o objetivo dos impostores é matar a tripulação antes que acabem suas tarefas. Através de um sistema de votação jogadores suspeitos de serem impostores podem ser removidos. Se todos os impostores são mortos ou se todas as tarefas são concluídas a tripulação vence; se existir um número de impostores igual ao número de tripulantes ou se uma sabotagem crítica não é resolvida os impostores vencem.
Betrayal.io é inspirado em Among Us, é suportado pelo navegador e existem planos de suporte para Android e iOS. O jogo foi desenvolvido usando Unity. 

## Jogabilidade
Betrayal.io é um jogo multijogador de seis a doze jogadores. Um a três desses jogadores são aleatoriamente escolhidos para serem impostores, enquanto os outros são tripulantes. O jogo pode ocorrer em um dos dois mapas: Mansão Assombrada e Espaço. Os tripulantes recebem tarefas para completar no mapa na forma de minigames, consistindo em trabalho de manutenção em sistemas vitais, como religação elétrica e abastecimento de motores. Se um jogador morre, ele se torna um fantasma; fantasmas têm a capacidade de atravessar paredes, mas só podem interagir com o mundo de maneiras limitadas e são invisíveis para todos, exceto para outros fantasmas. Todos os jogadores, exceto fantasmas, têm um cone de visão limitado, que permite aos jogadores se esconderem da visão de outros jogadores, apesar da perspectiva de cima para baixo do jogo.
Os tripulantes vencem completando todas as tarefas antes de serem mortos ou encontrando e eliminando todos os impostores; para que os impostores ganhem, eles devem matar um número suficiente de membros da tripulação de forma que o número de impostor(es) seja igual ao número de companheiros da tripulação ou ter uma contagem regressiva de sabotagem esgotada; o objetivo dos fantasmas é ajudar seus companheiros vivos, completando tarefas, caso seja um tripulante morto, ou realizando sabotagens, caso seja um impostor morto. Quando um impostor executa uma sabotagem, há uma consequência imediata (como todas as luzes sendo desligadas) ou uma contagem regressiva começa, e a sabotagem deve ser resolvida antes de terminar, ou então todos os membros da tripulação perderão. As sabotagens podem ser resolvidas pelos jogadores de várias maneiras, dependendo de qual sabotagem for feita.

## Desenvolvimento
Betrayal.io foi inspirado em Among Us, jogo lançado em 2018 cuja popularidade cresceu vertiginosamente em 2020 devido a streamers populares da Twitch e do YouTube. Betrayal.io foi inicialmente desenvolvido para navegadores, mas existem planos de suporte para Android e iOS. A engine do jogo é o Unity.
Em 16 de setembro de 2020 os desenvolvedores abriram uma sala no Discord para anúncios, sugestões e relatório de bugs . Em 17 de outubro de 2020 foi adicionado um cosmético para homenagear o youtuber Godenot.